# Peira Hicada
Peira Hicada est le nom d'un mégalithe datant de l'Âge du bronze situé sur le territoire de la commune de Naut Aran, dans la province de Lérida en Catalogne.

## Situation
Le menhir de Peira Hicada est situé dans le Val d'Aran, dans les Pyrénées catalanes, à une vingtaine de kilomètres au nord-est de Vielha et à environ huit kilomètres de la station de sports d'hiver Baqueira Beret.

## Description
Il s'agit d'un menhir fortement incliné mesurant 2,70 m de longueur pour 1 m de largeur et 0,30 m d'épaisseur.
Il est daté de l'Âge du bronze.